# Marcha del Orgullo Estado de México
La Marcha del Orgullo en el Estado de México es un evento que se realiza anualmente para manifestarse en favor de los derechos LGBT+. Es marcada en su historia por dar visibilidad a la comunidad trans. Aunque a lo largo del Estado de México hay diferentes marchas por municipios, la principal ocurre en Toluca, capital del estado.
Tradicionalmente parte del Jardín Reforma con rumbo al Congreso del Estado. Es de las pocas marchas del orgullo que no obedece la fecha de los disturbios de Stonewall, sino que se celebra en agosto.

## Antecedentes
Se considera formalmente que la primera Marcha del Orgullo en México, se realizó el 29 de junio de 1979. Esta inició como una forma de protestar contra la represión gubernamental y en favor de la educación en torno a temas de diversidad sexual.  Al paso de los años la marcha fue adquiriendo distintas luchas; así mientras en los 80 buscaba la correcta atención médica para el VIH-SIDA, en los 90 se enfocó en políticas públicas en favor de la comunidad LGBT+.
Se tiene noticia que durante la marcha de 1983 donde una parte realizó un mitin en la Alameda Central y otra un carnaval a un costado del Templo Mayor, existió la presencia de un grupo en el mitin que se presentaba con el nombre de "Alpha Unión gay de Toluca". En aquel entonces los grupos de acción funcionaban en su mayoría, clandestinamente, debido a la represión policial y el estigma social; por lo que la memoria histórica de muchos de ellos se perdió.
Desde los años 90, era sabido que sobre la Avenida Tollocan, en Toluca, funcionaban antros y discotecas que ofrecían servicios sexuales. La policía solía extorsionar a los establecimientos a cambio de su funcionamiento. Muchos de los establecimientos funcionaban con comunidad trans.
Por otro lado apareció Rudy, un joven de Veracruz obligado a prostituirse por la delincuencia organizada a los 13 años. A partir de los 16 inició su transición a la feminidad y a los 19 logró escapar hasta llegar a la ciudad de Toluca donde rentó un cuarto en la esquina de León Guzmán y Humboldt. Según Rudy, en 1996, ella fue la primera mujer transexual en Toluca que ganó dinero con la prostitución.
Dadas las extorsiones, varias de las mujeres trans de Toluca eran levantadas y violadas por la policía que luego las dejaba a su suerte en los baldíos de Santa Ana Tlapaltitlán. Cuando eran encarceladas, permanecían varios días en la cárcel y otras compañeras trans eran quienes les llevaban alimento a cobijas para pasar la noche. Según el testimonio de la activista Tanya Vázquez, eran obligadas a tener actos sexuales para dejarlas en libertad.
Para lograr una comunidad fortalecida, poco a poco comenzaron a trasladar sus casas junto a la de Rudy, lo que provocó que los vecinos cuestionaran sus oficios. Un día cuando Rudy llegó a su casa, encontró una manta que decía "Quien se encuentre al interior de este inmueble ejerciendo la prostitución será remitido ante las autoridades" 
El acto provocó que las mujeres trans de la calle Humboldt se volvieran famosas, naciendo así el grupo de "Las famosas de Humboldt". Grupo activista que en la década del 2000, saldría a la luz con la manifestación de Israfil.
No se tiene registro de alguna manifestación pública LGBT en el Estado de México sino hasta el 2004.Según la activista Tanya Vázquez, ese año el Lic. Israfil Filós Real (político del PRI entre 1990 al 2000) sufrió un encarcelamiento por conducta homosexual junto a un grupo de travestis en la ciudad de Toluca. La visibilidad que tenía el político le permitió dar el primer paso para realizar una manifestación.

## La primera marcha
Tras la liberación de Israfil Filós, inició una convocatoria para manifestarse en contra de la detención el día de su cumpleaños, el 8 de agosto de 2004. Para ese entonces, los movimientos LGBT+ ya habían realizado grandes avances a lo largo de la república, por lo que la manifestación pretendió ser similar (a modo de carnaval) como las del resto del país.
La marcha contó con la participación de la activista Patricia "Pato" Mireles Sosa y Ramón Medina,quienes se sumaron a la iniciativa de Israfil quien había fundado el Grupos Vulnerables. Apenas hubo 50 personas en aquella primera convocatoria. Sin embargo, aquella marcha se destacaría de las del resto del país por ser fuerte representación de la comunidad trans. 
Ellas exigían el cese de los crímenes de odio contra la comunidad que sufría violaciones y asesinatos por todo el estado y el respeto a los derechos humanos de las personas trans. La primera consigna fue "Nadie es libre hasta que todos seamos libres"

## Legado
La marcha permitió la visibilización de un nicho que había quedado excluido del movimiento del orgullo mexicano, que es la comunidad trans; y además llevó a la agenda el tema del trabajo sexual para su discusión.
Israfil inició una batalla legal en contra de las expresiones homofobas del ex arzobispo de Toluca Francisco Chavolla Ramos, que logró que diputados de Morena,el Partivo Verde, el PAN y el PRI, no discutieran la iniciativa de ley de adopción y matrimonio homoparental del estado en 2016. En 2018 realizó la quema simbólica de códigos civiles de distintos estados por la falta de legislación en favor de la comunidad LGBT+.
Israfil falleció de cáncer en el Hospital de Cancerología de la Ciudad de México el 27 de febrero de 2019. Dos años después Tanya Vázquez asumió el liderazgo de "Las Famosas de Humboldt" que ya se había conformado como colectivo y el 22 de julio de 2021 consiguió ser la primera mujer trans en realizar su cambio de identidad de género en el Valle de Toluca. 
"Las famosas de Humboldt" tuvo varios cambios a lo largo de los años. Al asumir Tanya Vázquez, cambió su nombre por "Mujeres Trans Famosas Toluca y Aliados" que logró la fundación de comedores comunitarios, ciber cafés para niños sin internet y logró una red de apoyo entre las mujeres trans que permitió dar otras oportunidades de trabajo sin que fuesen sometidas socialmente al trabajo sexual.
La marcha permitió el nacimiento de otras ediciones a lo largo del estado, como en el Pueblo Mágico de Metepec, Nezahualcóyotl, Tlalnepantla y Atlacomulco. La fechas suelen variar entre los meses de junio y julio para culminar con la que se celebra anualmente en Toluca, en el mes de agosto.